# Campeonato Mundial de Atletismo de 2022 - 20 km marcha atlética feminina
A competição da marcha atlética feminina 20 km no Campeonato Mundial de Atletismo de 2022 foi realizada em Eugene, nos Estados Unidos, no dia 15 de julho de 2022.

## Recordes
Antes da competição, os recordes eram os seguintes:
| Recorde mundial                               | Yang Jiayu (CHN)               | 1:23:49 | Huangshan, China      | 20 de março de 2021     |
| Recorde do campeonato                         | Olimpiada Ivanova (RUS)        | 1:25:41 | Helsínquia, Finlândia | 7 de agosto de 2005     |
| Recorde do ano                                | Elvira Chepareva (RUS)         | 1:26:42 | Sóchi, Rússia         | 31 de janeiro de 2022   |
| Recorde da África                             | Grace Wanjiru Njue (KEN)       | 1:30:40 | Nairóbi, Quénia       | 6 de junho de 2018      |
| Recorde da Ásia                               | Yang Jiayu (CHN)               | 1:23:49 | Huangshan, China      | 20 de março de 2021     |
| Recorde da América do Norte, Central e Caribe | María Guadalupe González (MEX) | 1:26:17 | Roma, Itália          | 7 de maio de 2016       |
| Recorde da América do Sul                     | Glenda Morejón (ECU)           | 1:25:29 | Corunha, Espanha      | 8 de junho de 2019      |
| Recorde da Europa                             | Elena Lashmanova (RUS)         | 1:25:02 | Londres, Grã Bretanha | 11 de agosto de 2012    |
| Recorde da Oceania                            | Jemima Montag (AUS)            | 1:27:27 | Adelaide, Austrália   | 13 de fevereiro de 2022 |

## Medalhistas
| Ouro                  | Prata                    | Bronze               |
| Kimberly García (PER) | Katarzyna Zdziebło (POL) | Qieyang Shijie (CHN) |

## Tempo de qualificação
| Tempo de qualificação |
| --------------------- |
| 1:31:00               |

## Calendário
| Data        | Horário | Fase  |
| ----------- | ------- | ----- |
| 15 de julho | 13:10   | Final |

Todos os horários estão no horário local (UTC-7)

## Resultado final
A final ocorreu dia 15 de julho às 13:09.
| Pos.              | Atleta                 | Nacionalidade  | Tempo   | Notas                |
| ----------------- | ---------------------- | -------------- | ------- | -------------------- |
| Medalha de ouro   | Kimberly García        | Peru           | 1:26:58 | Recorde nacional     |
| Medalha de prata  | Katarzyna Zdziebło     | Polónia        | 1:27:31 | Recorde nacional     |
| Medalha de bronze | Qieyang Shijie         | China          | 1:27:56 |                      |
| 4                 | Jemima Montag          | Austrália      | 1:28:17 |                      |
| 5                 | Liu Hong               | China          | 1:29:00 | Recorde da temporada |
| 6                 | Nanako Fujii           | Japão          | 1:29:01 | Recorde da temporada |
| 7                 | Alegna González        | México         | 1:29:40 | Recorde da temporada |
| 8                 | Valentina Trapletti    | Itália         | 1:29:54 |                      |
| 9                 | Ana Cabecinha          | Portugal       | 1:30:29 | Recorde da temporada |
| 10                | Ma Zhenxia             | China          | 1:30:39 |                      |
| 11                | Olena Sobchuk          | Ucrânia        | 1:31:19 |                      |
| 12                | Lyudmila Olyanovska    | Ucrânia        | 1:31:42 | Recorde da temporada |
| 13                | Wu Quanming            | China          | 1:31:44 |                      |
| 14                | Kumiko Okada           | Japão          | 1:31:53 |                      |
| 15                | Saskia Feige           | Alemanha       | 1:32:12 |                      |
| 16                | Noelia Vargas          | Costa Rica     | 1:32:36 | Recorde da temporada |
| 17                | Viviane Lyra           | Brasil         | 1:33:11 |                      |
| 18                | Meryem Bekmez          | Turquia        | 1:33:27 | Recorde da temporada |
| 19                | Glenda Morejón         | Equador        | 1:34:27 |                      |
| 20                | Rebecca Henderson      | Austrália      | 1:34:38 |                      |
| 21                | Eliška Martínková      | Chéquia        | 1:34:45 |                      |
| 22                | Kiriaki Filtisakou     | Grécia         | 1:34:55 | Recorde da temporada |
| 23                | Brigita Virbalytė      | Lituânia       | 1:35:36 | Recorde da temporada |
| 24                | Robyn Stevens          | Estados Unidos | 1:36:16 |                      |
| 25                | Carolina Costa         | Portugal       | 1:36:31 |                      |
| 26                | Karla Jaramillo        | Equador        | 1:36:36 |                      |
| 27                | Ángela Castro          | Bolívia        | 1:36:52 | Recorde da temporada |
| 28                | Christina Papadopoulou | Grécia         | 1:37:20 | Recorde da temporada |
| 29                | Enni Nurmi             | Finlândia      | 1:37:29 |                      |
| 30                | Emily Wamusyi Ngii     | Quênia         | 1:37:43 |                      |
| 31                | Evelyn Inga            | Peru           | 1:38:23 | Recorde da temporada |
| 32                | Inês Henriques         | Portugal       | 1:38:32 |                      |
| 33                | Galina Yakusheva       | Cazaquistão    | 1:38:47 |                      |
| 34                | Priyanka Goswami       | Índia          | 1:39:42 |                      |
| 35                | Miranda Melville       | Estados Unidos | 1:39:58 |                      |
| 36                | Rachelle de Orbeta     | Porto Rico     | 1:41:55 |                      |
| 37                | Valeria Ortuño         | México         | DNF     | DNF                  |
| 37                | Hanna Shevchuk         | Ucrânia        | DNF     | DNF                  |
| 37                | Nicole Colombi         | Itália         | DSQ     | DSQ                  |
| 37                | Maidy Monge            | Guatemala      | DSQ     | DSQ                  |
| 37                | María Pérez            | Espanha        | DSQ     | DSQ                  |

Legenda
| Recorde mundial       | Recorde mundial (World record)               |                       | Recorde africano                      | Recorde africano (African) |                                           | Q | Classificado por posição (Qualified) |
| Recorde do campeonato | Recorde do campeonato (Championship record)  | Recorde da América    | Recorde da América (Americas)         | q                          | Classificado por melhor tempo (Qualified) |   |                                      |
| Melhor marca do ano   | Melhor marca do ano (World leading)          | Recorde asiático      | Recorde asiático (Asian)              | DNS                        | Não largou (Did not start)                |   |                                      |
| Recorde nacional      | Recorde nacional (National record)           | Recorde europeu       | Recorde europeu (European)            | DNF                        | Não terminou (Did not finish)             |   |                                      |
| Recorde pessoal       | Recorde pessoal do atleta (Personal best)    | Recorde da Oceania    | Recorde da Oceania (Oceania)          | DSQ / DQ                   | Desclassificado (Disqualified)            |   |                                      |
| Recorde da temporada  | Recorde da temporada do atleta (Season best) | Recorde sul-americano | Recorde sul-americano (South America) | NM                         | Sem marca (No mark)                       |   |                                      |